# Jugoszláv labdarúgó-szövetség
Jugoszláv labdarúgó-szövetség (szerbül: Фудбалски Савез Југославије vagy Fudbalski Savez Jugoslavije) a volt Jugoszlávia futballéletének fő irányítója volt.

## Történelme
1919-ben alapították, ugyan ebben az évben a Nemzetközi Labdarúgó-szövetségben tagsági jogot kapott. Az Európai Labdarúgó-szövetség tagja. A történelmi változások következtében 1992-ben megszűnt, új neve Szerb labdarúgó-szövetségre változott. Fő feladata volt a nemzetközi kapcsolatokon kívül, a  Jugoszláv labdarúgó-válogatott férfi és női ágának, a korosztályos válogatottak illetve a nemzeti bajnokság szervezése, irányítása. A működést biztosító bizottságai közül a Játékvezető Bizottság (JB) felelős a játékvezetők utánpótlásáért, elméleti (teszt) és cooper (fizikai) képzéséért.